# ARTMS
ARTMS (hangul: 아르테미스; areutemiseu), também conhecido como Artemis Strategy (hangul: 아르테미스 스트래티지; areutemiseu seuteuraetiji), é um girl group sul-coreano  formado pela MODHAUS. Embora tenha sido planejado como um grupo temporário, servindo como espaço para acolher o maior número possível de membros do inativo grupo Loona, conforme elas deixavam sua antiga gravadora, BlockBerry Creative, o grupo ganhou destaque e segue ativo dentro de seu próprio conceito. A formação final do grupo é composta por 5 integrantes: Heejin, HaSeul, Kim Lip, JinSoul e Choerry. As demais integrantes do Loona, assinaram com diferentes gravadoras ao longo de 2023 e 2024.
ARTMS estreou no dia 31 de maio de 2024 com seu primeiro álbum de estúdio <Dall>, acompanhado da faixa-título “Virtual Angel”.

## Nome
O nome ARTMS é derivado de “Ártemis”, a deusa grega associada à Lua. Assim, ele também compartilha conexões com outras coisas que levam o nome da deusa, incluindo o programa de exploração da Lua liderado pela Administração Nacional de Aeronáutica e Espaço (NASA) dos Estados Unidos.

## História

### Formação
Em 17 de março de 2023, Heejin, Kim Lip, JinSoul e Choerry foram anunciadas como as novas artistas contratradas pela gravadora MODHAUS.
Em 28 de março, a MODHAUS entrou com um pedido de registro de marca para 오드아이써클 (ODD EYE CIRCLE), e um pedido adicional para "ODD EYE CIRCLE” (em inglês) em 3 de abril de 2023.
O CEO da MODHAUS, Jaden Jeong, disse que, desde que deixou a BlockBerryCreative em 2019, ele e os membros da Loona mantiveram contato. Inicialmente, os membros procuraram Jeong para pedir conselhos sobre como escolher uma nova agência, mas acabaram decidindo entrar para a MODHAUS. Jeong rejeitou a especulação de que os membros se uniriam ao tripleS, referindo-se a eles como “grupos irmãos” com possíveis colaborações podendo acontecer no futuro.
Jeong afirmou que os membros do ARTMS estão atualmente criando novas músicas e que ele está “trabalhando de perto” com JinSoul para desenvolver suas habilidades de A&R. Jeong também declarou que está “aberto” a ideia de lançar as músicas do álbum La Maison, que nunca foi lançado, no "momento certo para isso".
Em 20 de junho, foi anunciado que HaSeul assinou um contrato exclusivo com a MODHAUS, tornando-a a quinta integrante do Loona a se juntar ao ARTMS. 

### Presente
Em 31 de março, o ARTMS teve as suas contas abertas nas redes sociais. O grupo foi anunciado como “não o nome de um novo grupo [mas sim] uma história sobre as incríveis estratégias das garotas para chegar à lua. Heejin, Kim Lip, JinSoul e Choerry começarão essa história".
O site do ARTMS incluía imagens de 12 luas e um áudio estendido do primeiro teaser (referenciado como “B#RN”) para o segundo mini-álbum do LOONA [#], que foi uma das últimas peças de conteúdo que Jeong produziu para o grupo Loona.
Em 26 de outubro, com o lançamento de “Plastic Candy”, a integrante HaSeul anunciou pela primeira vez o álbum de estreia do ARTMS, que seria lançado “no início do ano seguinte". A descrição do álbum <K>, de Heejin, revelou o título do álbum do grupo - <Dall> - e afirmou que o objetivo deste é “reiniciar a visão de mundo do Loona”.
Em 1º de dezembro, foi lançado o primeiro single do grupo, "The Carol 3.0", que é a regravação de uma das canções lançadas durante a etapa de estreia do grupo Loona pelas integrantes Heejin, Hyunjin e HaSeul.
Em 29 de fevereiro, foi lançado o cronograma de promoções do álbum de estreia do ARTMS.
Em 29 de março, ARTMS lançou o primeiro single promocional do álbum <Dall>, “Birth”. Em 11 de abril, lançaram o segundo pré-single do álbum de estreia - “Flower Rhythm”. Em 25 de abril, ARTMS lançou o terceiro pré-single do <Dall>, “Candy Crush”, e em 10 de maio, ARTMS lançou o quarto e último single de pré-lançamento do álbum, “Air”.

## Integrantes
- Heejin (hangul: 희진), nascida Jeon Heejin (hangul: 전희진) em Daejeon, Coreia do Sul em 19 de outubro de 2000 (24 anos).
- HaSeul (hangul: 하슬), nascida Jo Haseul (hangul: 조하슬) em Suncheon, Coreia do Sul em 18 de agosto de 1997 (27 anos).
- Kim Lip (hangul: 김립), nascida Kim Jungeun (hangul: 김정은) em Cheongju, Coreia do Sul em 10 de fevereiro de 1999 (26 anos).
- Jinsoul (hangul: 진솔), nascida Jeong Jinsol (hangul: 정진솔) em Seul, Coreia do Sul em 13 de junho de 1997 (28 anos).
- Choerry (hangul: 최리), nascida Choi Yerim (hangul: 최예림) em Buncheon, Coreia do Sul em 04 de junho de 2001 (24 anos).

## Discografia
| Título | Detalhes                                                                                          | Melhores posições nas tabelas | Vendas      |
| Título | Detalhes                                                                                          | Hanteo Album Chart            | Vendas      |
| ------ | ------------------------------------------------------------------------------------------------- | ----------------------------- | ----------- |
| DALL   | - Lançamento: 31 de Maio de 2024 - Gravadora: Modhaus - Formatos: CD, digital download, streaming | 3                             | - : 121.356 |

| Título          | Ano de lançamento | Melhores posições nas tabelas | Álbum         |
| Título          | Ano de lançamento | Circle Download Chart         | Álbum         |
| --------------- | ----------------- | ----------------------------- | ------------- |
| "The Carol 3.0" | 2023              | —                             | The Carol 3.0 |
| "Birth"         | 2024              | 157                           | DALL          |
| "Flower Rhythm" | 2024              | 158                           | DALL          |
| "Candy Crush"   | 2024              | 138                           | DALL          |
| "Air"           | 2024              | 164                           | DALL          |
| "Virtual Angel" | 2024              | 73                            | DALL          |

## Filmografia

### Videoclipes
| Título                           | Ano de lançamento | Diretor      | Ref.   |
| -------------------------------- | ----------------- | ------------ | ------ |
| "Birth"                          | 2024              | Digipedi     | [ 7 ]  |
| "Virtual Angel"                  | 2024              | Digipedi     | [ 8 ]  |
| "Virtual Angel (Human Eye Ver.)" | 2024              | Digipedi     | [ 9 ]  |
| "Flower Rhythm (Track Video)"    | 2024              | Desconhecido | [ 10 ] |
| "Candy Crush (Track Video)"      | 2024              | Desconhecido | [ 11 ] |
| "Air (Track Video)"              | 2024              | Desconhecido | [ 12 ] |

## Concertos e turnês
| Data                   | Cidade          | País           | Local do evento |
| ---------------------- | --------------- | -------------- | --------------- |
| 20 de Julho de 2024    | Seul            | Coreia do Sul  | —               |
| 21 de Julho de 2024    | Seul            | Coreia do Sul  | —               |
| 27 de Julho de 2024    | Yokohama        | Japão          | —               |
| 16 de Agosto de 2024   | Nova Iorque     | Estados Unidos |                 |
| 19 de Agosto de 2024   | Atlanta         | Estados Unidos |                 |
| 21 de Agosto de 2024   | Fort Lauderdale | Estados Unidos |                 |
| 23 de Agosto de 2024   | Orlando         | Estados Unidos |                 |
| 25 de Agosto de 2024   | Houston         | Estados Unidos |                 |
| 27 de Agosto de 2024   | Dallas          | Estados Unidos |                 |
| 29 de Agosto de 2024   | Phoenix         | Estados Unidos |                 |
| 31 de Agosto de 2024   | Los Angeles     | Estados Unidos |                 |
| 3 de Setembro de 2024  | San Francisco   | Estados Unidos |                 |
| 5 de Setembro de 2024  | Tacoma          | Estados Unidos |                 |
| 8 de Setembro de 2024  | Minneapolis     | Estados Unidos |                 |
| 10 de Setembro de 2024 | Chicago         | Estados Unidos |                 |